# Big Sandy River (Green River)
Der Big Sandy River (auch: Big Sandy Creek oder Sandy Creek) ist ein rund 223 km langer, linker Nebenfluss des Green River im Westen des US-Bundesstaates Wyoming.

## Verlauf
Der Big Sandy River entspringt im Big Sandy Lake in der südlichen Wind River Range, unmittelbar südwestlich des Big Sandy Mountain und der kontinentalen Wasserscheide im Sublette County auf einer Höhe von 2955 m, etwa 40 km südwestlich von Lander, 45 km nordöstlich von Atlantic City und 40 km östlich von Boulder. Der Fluss fließt zunächst nach Südwesten durch die Bridger Wilderness des Bridger-Teton National Forest, wird vom Continental Divide Trail gekreuzt und durchfließt mehrere Gebirgsseen. Nach Verlassen des Hochgebirges fließt er durch die Hügelkette der Prospect Mountains und erreicht das Green River Basin, durch das er in stark mäandrierendem Verlauf zunächst nach Westen, später nach Süden fließt. Der Fluss wendet sich bald nach Südwesten und fließt parallel zum U.S. Highway 191 ins Big Sandy Reservoir, das durch den Bau des Big Sandy Dam entstanden ist. Im weiteren Verlauf erreicht er das Sweetwater County und fließt durch die aride Steppenlandschaft des Wyomingbeckens. Bei Farson unterquert der Big Sandy River den Wyoming Highway 28 sowie den U.S. Highway 191 und erhält mit dem Little Sandy Creek seinen mit Abstand längsten Nebenfluss. Parallel zum Wyoming Highway 28 mäandriert der Fluss weiter durch die Badlands Hills nach Südwesten und mündet im Seedskadee National Wildlife Refuge auf einer Höhe von 1908 m in den hier nach Südosten fließenden Green River. Besonders im mittleren Flussverlauf des Big Sandy River zweigen einige Bewässerungskanäle ab.

## Hydrologie
Der Big Sandy River ist als Nebenfluss des Green River Teil des Einzugsgebietes des Colorado River, der in den Golf von Kalifornien entwässert. Das Einzugsgebiet des Big Sandy River umfasst ein Areal von etwa 4600 km² und grenzt an die Einzugsgebiete von Popo Agie River im Nordosten, Sweetwater River und Red Creek im Osten, Black Rock Creek im Südosten, Bitter Creek im Süden, Green River im Westen sowie New Fork River im Nordwesten. Der mittlere Abfluss am Pegel Gasson Bridge beträgt 1,95 m³/s, die größten Abflüsse finden sich in den Monaten April, Juni und Juli.

## Belege
1. 1 2  Big Sandy River. In: Geographic Names Information System. United States Geological Survey, United States Department of the Interior (englisch).
2. ↑  USGS 09216050 BIG SANDY RIVER AT GASSON BRIDGE, NR EDEN, WY. Abgerufen am 28. Dezember 2024.